# Grönländische Badminton-Juniorenmeisterschaft
Grönländische Badminton-U-19-Juniorenmeisterschaften werden seit 1980 ausgetragen.

## Die Titelträger
| Saison | Herreneinzel              | Dameneinzel              | Herrendoppel                          | Damendoppel                               | Mixed                                              |
| ------ | ------------------------- | ------------------------ | ------------------------------------- | ----------------------------------------- | -------------------------------------------------- |
| 1980   | Ejlert Sørensen           | Else Marie Svenningsen   | Ejlert Sørensen Emil Kreutzmann       | Annie Johansen Lene Rohmann Hansen        | Ejlert Sørensen Gitte Absalonsen                   |
| 1981   | Emil Kreutzmann           | Gitte Absalonsen         | Annguaq Poulsen Ejlert Sørensen       | Hanne Bjerregaard Gitte Absalonsen        | Ejlert Sørensen Gitte Absalonsen                   |
| 1982   | Kent Wade Hansen          | Gitte Absalonsen         | Peter Fr. Kreutzmann Bruno Chemnitz   | Pia Christensen Juliane Brønlund          | Ovinnguaq Lyberth Gitte Absalonsen                 |
| 1983   | Thomas Wiberg             | Elisabeth Olsen          | Kent Wade Hansen Carsten Frank Hansen | Elisabeth Olsen Lis Christensen           | Ovinnguaq Lyberth Dorthea Olsen                    |
| 1984   | Jesper Lennert            | Jette Hansen             | Carsten Frank Hansen Kim Holmgaard    | Laila Christensen Malene Lykke Olsen      | Carsten Frank Hansen Pipaluk M. Lund               |
| 1985   | Frank Bagger              | Jette Hansen             | Carsten Frank Hansen Kim Holmgaard    | Jette Hansen Katrine Schumann             | Carsten Frank Hansen Lillian Madsen                |
| 1986   | Frank Bagger              | Tina Ingemann            | Frank Bagger Jesper Hoy               | Anne Wiberg Susanne Rasmussen             | Kim Holmgaard Anne Mette Nielsen                   |
| 1987   | Jan Nielsen               | Tina Ingemann            | John Larsen Jakob Sørensen            | Tina Ingemann Nina Vejlemann              | Jacob Vejlemann Nina Vejlemann                     |
| 1988   | Michael Kleist            | Tina Ingemann            | Mark Juhl Michael Kleist              | Tina Ingemann Susanne Wahlbom             | Carsten Lykke Olsen Tina Ingemann                  |
| 1989   | Morten Bro                | Tina Ingemann            | Morten Bro Thomas Bro                 | Tina Ingemann Susanne Wahlbom             | Carsten Lykke Olsen Tina Ingemann                  |
| 1990   | Mininnguaq Kleist         | Susanne Wahlbom          | Mininnguaq Kleist Kristian Hougaard   | Susanne Wahlbom Else Høegh Møller         | Mininnguaq Kleist Else Høegh Møller                |
| 1991   | Johan Westen              | Linda Frederiksen        | Allan Josefsen Tom Nielsen            | Linda Frederiksen Nauja Bianco            | Peter Torkov Aviaaja Fleischer                     |
| 1992   | Peter Torkov              | Else Høegh Møller        | Jesper Christensen Allan Josefsen     | Else Høegh Møller Lone Mathiassen         | Peter Torkov Heidi Skov                            |
| 1993   | Tom Nielsen               | Ivalo Mathæussen         | Tom Nielsen Rune Hansen               | Ivalo Mathæussen Nauja Bianco             | Tom Nielsen Ditte Nielsen                          |
| 1994   | Jesper Jensen             | Ann Jung Thorsen         | Kasper Rosenberg Ricco Nielsen        | Lisa B. Jensen Una Langgaard              | Ricco Nielsen Una Langgaard                        |
| 1995   | Martin Jørgensen          | Ann Jung Thorsen         | Martin Jørgensen Kenneth Andersen     | Lisa B. Jensen Una Langgaard              | Martin Jørgensen Lisa B. Jensen                    |
| 1996   | Peri Fleischer            | Arnajaraq Silassen       | Peri Fleischer Karl Kasper Olsen      | Anja Skov Kjeldsen Parnuuna Olsen         | Peri Fleischer Arnajaraq Silassen                  |
| 1997   | Peri Fleischer            | Niviaq L. Kleist         | Peri Fleischer Nuka Salomonsen        | Tupaarnaq Abelsen Sonja Sørensen          | Peri Fleischer Niviaq L. Kleist                    |
| 1998   | Peri Fleischer            | Pilunnguaq Chemnitz      | Bror Madsen Anguteeraq Petersen       | Niviaq L. Kleist Ea Thorning              | Peri Fleischer Niviaq L. Kleist                    |
| 1999   | Bror Madsen               | Aviaaja Geisler          | Bror Madsen Karl Jakob Thomassen      | Brigithe Johansen Sonja Sørensen          | Bror Madsen Aviaaja Geisler                        |
| 2000   | Karl Jakob Thomassen      | Pilunnguaq Chemnitz      | Karl Jakob Thomassen Miki Thomsen     | Pilunnguaq Chemnitz Rosa M. Petersen      | Peter Spoer Pilunnguaq Chemnitz                    |
| 2001   | Malik Olsen               | Aviaaja Josvassen        | Malik Olsen Miki Thomsen              | Tanja Brandt Niviaq L. Kleist             | Miki Poulsen Tanja Brandt                          |
| 2002   | Malik Ljungdahl           | Aviaaja Josvassen        | Malik Olsen Tonny Fisker              | Aviaaja Josvassen Lippinnguaq Martinsen   | Erik Jensen Niviaq L. Kleist                       |
| 2003   | Malik Olsen               | Anna Jakobsen            | Malik Olsen Kuno Skov                 | Aviaaja Josvassen Lippinnguaq Martinsen   | Frederik Elsner Aviaaja Josvassen                  |
| 2004   | Minik Pedersen            | Mille Kongstad           | Minik Pedersen Tonny Fisker           | Mille Kongstad Maria Lyberth              | Minik Pedersen Luuiisa Hansen                      |
| 2005   | Minik Pedersen            | Mille Kongstad           | Minik Pedersen Hans Henrik Heilmann   | Mille Kongstad Maria Lyberth              | Minik Pedersen Luuiisa Hansen                      |
| 2006   | Hans Henrik Heilmann      | Mille Kongstad           | Hans Henrik Heilmann Taatsi Pedersen  | Mia Rasmussen Ulla Kleist                 | Kaali Christensen Mille Kongstad                   |
| 2007   | Hans Henrik Heilmann      | Martha Jonathansen       | nicht ausgetragen                     | nicht ausgetragen                         | nicht ausgetragen                                  |
| 2008   | Hans Henrik Heilmann      | Martha Jonathansen       | Biinia Abelsen Inunnguaq Enoksen      | Luuiisa Hansen Maria Lyberth              | Minik Pedersen Luuiisa Hansen                      |
| 2009   | Hans Henrik Heilmann      | Rina Lorentzen           | Ukatu Kristensen Pilutaq Berthelsen   | Laura Petersen Rita Stidsen               | Taatsi Pedersen Rina Lorentzen                     |
| 2010   | Ukatu Kristensen          | Vivi Andersen            | Ukatu Kristensen Angutimmarik Geisler | Malu P. Degn Rita Stidsen                 | Ukatu Kristensen Malu P. Degn                      |
| 2011   | Sequssuna F. Schmidt      | Nina Høegh Møller        | Niels Thorleifsen Nikki Nathansen     | Nina Høegh Møller Laura Petersen          | Niels Thorleifsen Paninnguaq Davidsen              |
| 2012   | Nikki Nathansen           | Hedvig Broberg           | Nikki L. Mathiesen Sebastian Bendtsen | Sandra Bro Asta Helms                     | Hans Brummerstedt Sara L. Jacobsen                 |
| 2013   | Sebastian Bendtsen        | Naja-Mattaliit Broberg   | Sebastian Bendtsen Nikki L. Mathiesen | nicht ausgetragen                         | Hans Brummerstedt Sara L. Jacobsen                 |
| 2014   | Thomas Madsen             | Patricia Semionsen       | Thomas Madsen Nick Ø. Jakobsen        | nicht ausgetragen                         | Nick Ø. Jakobsen Patricia Semionsen                |
| 2015   | Martin Sikemsen           | Cecilia Josefsen         | Martin Sikemsen Nuka Mark Nielsen     | nicht ausgetragen                         | Nukannguaq Petersen Julia Thomsen                  |
| 2016   | Toke Ketwa Driefer        | nicht ausgetragen        | nicht ausgetragen                     | nicht ausgetragen                         | nicht ausgetragen                                  |
| 2017   | Angutivik Berthelsen      | nicht ausgetragen        | Angutivik Berthelsen Jørgen Geisler   | nicht ausgetragen                         | Angutivik Berthelsen Miinannguaq S. Petersen       |
| 2018   | Angutivik Berthelsen      | Miinannguaq S. Petersen  | Angutivik Berthelsen Per Lacour Vahl  | nicht ausgetragen                         | Angutivik Berthelsen Pilunnguaq A. Hegelund        |
| 2019   | Ejler Jensen              | Miinannguaq S. Petersen  | Ejler Jensen Nico Thomsen             | Miinannguaq S. Petersen Karolina Josenius | Ejler Jensen Karolina Josenius                     |
| 2020   | abgesagt                  | abgesagt                 | abgesagt                              | abgesagt                                  | abgesagt                                           |
| 2021   | Nikkulaannguaq Berthelsen | Malene Geisler           | nicht beendet                         | nicht ausgetragen                         | Thrune Amassen Rafaelsen Nikkulaannguaq Berthelsen |
| 2022   | Miilu Egede               | Malene Geisler           | nicht ausgetragen                     | nicht ausgetragen                         | Martin Broberg Paneeraq Lameksen                   |
| 2023   | Inuk Lennert              | Thrune Amassen Rafaelsen | Inuk Lennert Gene Giroy               | nicht ausgetragen                         | Thrune Amassen Rafaelsen Malik Th. Petersen        |
| 2024   | Malinnguaq Egede          | Thrune A. Rafaelsen      | Malinnguaq Egede Malik Th. Petersen   | Anna Arleth Jonna Andreassen              | Malik Th. Petersen Anna Arleth                     |
| 2025   | Kim Felimonsen            | Malu S. Rafaelsen        | Indalik Isaksen Marcus Keldsen        | Laura Brønlund Malou Holst                | Kim Felimonsen Malu S. Rafaelsen                   |